# Muhsin Ertuğrul
Muhsin Ertuğrul né le 7 mars 1892 à Constantinople et mort le 29 avril 1979 à Izmir, est un réalisateur, acteur et metteur en scène turc.

## Biographie
En 1933, dans le cadre de l'initiative de rapprochement entre la Grèce et la Turquie après le long conflit qui les opposa, il tourna Le Mauvais Chemin à Istanbul avec les deux plus grandes actrices grecques de théâtre de l'époque (Maríka Kotopoúli et Cybèle (en)).

## Filmographie
- 1935 : Aysel Bataklı Damın Kızı